# Cisticola cherina
Cisticola cherina е вид птица от семейство Cisticolidae.

## Разпространение
Видът е разпространен в Мадагаскар и Сейшелите.